# Cour-Maugis-sur-Huisne
Cour-Maugis-sur-Huisne es una comuna nueva francesa situada en el departamento de Orne, de la región de Normandía.

## Historia
Fue creada el 1 de enero de 2016, en aplicación de una resolución del prefecto de Orne de 16 de diciembre de 2015 con la unión de las comunas de Boissy-Maugis, Courcerault, Maison-Maugis y Saint-Maurice-sur-Huisne, pasando a estar el ayuntamiento en la antigua comuna de Boissy-Maugis.

## Demografía
| Gráfica de evolución demográfica de Cour-Maugis-sur-Huisne entre 1800 y 2013 |
|                                                                              |

Los datos entre 1800 y 2013 son el resultado de sumar los parciales de las cuatro comunas que forman la nueva comuna de Cour-Maugis-sur-Huisne, cuyos datos se han cogido de 1800 a 1999, para las comunas de Boissy-Maugis, Courcerault, Maison-Maugis y Saint-Maurice-sur-Huisne de la página francesa EHESS/Cassini. Los demás datos se han cogido de la página del INSEE.

## Composición
| Comuna delegada          | Código INSEE | Población (2013) | Superficie (km²) | Densidad (hab./km²) |
| ------------------------ | ------------ | ---------------- | ---------------- | ------------------- |
| Boissy-Maugis            | 61050        | 358              | 22.44            | 16                  |
| Courcerault              | 61128        | 163              | 14.75            | 11                  |
| Maison-Maugis            | 61245        | 52               | 5.67             | 9                   |
| Saint-Maurice-sur-Huisne | 61430        | 71               | 4.42             | 16                  |